# 稻田徹
稻田徹（日语：／ Inada Tetsu，1972年7月1日—）是日本男性聲優、職業摔角手。生於日本東京都八王子市，身高184公分，綽號“トロンベの中の人”或“ボス”，屬於青二Production，出道時期是1994年，並且多次擔任ONE PIECE各種角色的聲優。

## 出演作品

### 電視動畫/特攝
- 血戰（麥考伊）
- 我們這一家（體育老師）
- ONE PIECE（利基、派迪、布林布林、拉邦、Mr.1、紅鬼布洛基、吉札士·伯吉斯、德雷克、阿碧的父親）
- 金肉人II世（※第2話起担当。
- 七武士（五郎兵衛╱五路兵衛）
- 名偵探柯南（鑑識、齋藤刑事、受付係A、係）

1994年
- 美少女戰士S（男性）

1995年
- 奇天烈大百科（運動選手、兵士）

1996年
- 怪怪怪的鬼太郎（山爺爺、水徬徨、客人B）
- 七龍珠GT（ルード、アリジゴクモドキ、ピース、エビッチリー、人造人19號）

1998年
- 遊戲王（班導、城之內的父親）

1999年
- ∀GUNDAM（哈利）
- 忍者亂太郎（忍者、海賊、忍者 他）

2000年
- 犬夜叉（滿天、霧骨）
- 櫻花大戰（作業員A）
- 爆裂戰士戰藍寶（フライ人、狩猟バチ人、トロルカードリアン）

2001年
- 聖石小子（ゲンマ、マルコ・ベルンジュ）
- Z.O.E Dolores, i（第一のヤン）
- 超能奇兵（リーダー / ウェッジ・バーンズ）
- 超人高斯 (戰鬥聲效，日蝕模式)

2002年
- 天使特警（エイオウ）
- 極限戰士（シンジン、鉄道隊員B、職員）}}
- 白色十字架（霜島）
- 戰記五九（ガルーツ）
- 驚爆危機（赤城龍之介）
- 爆鬥宣言大鋼彈（ブライオン）
- 電光快車俠2（黄博士、E4）

2003年
- 魁!!天兵高校（前田彰）
- 機甲露寶（歌田正義、岡野竹造）
- FIRESTORM（シド、ロバート、指令、エイリアン、監視員A）
- 驚爆危機？校園篇（ワッフル）

2004年
- 巖窟王（馬格西米里安·莫雷爾）
- 陰陽大戰記（ ）
- BLEACH（狛村左陣、愛川羅武）
- （之弟）
- 次元艦隊（角松洋介）
- 爆裂天使（白蘭SP）
- DAN DOH!!（赤野拓也）
- 名偵探柯南(フロント係)(第395話)

2005年
- （谷口龍馬）
- 神樣中學生（デイブ）
- AIR（兵）
- 極樂天師（初代）
- （金城有益）
- TSUBASA翼（黑鋼）
- 彈珠汽水（信長）
- 異域傳說（ヘルマー）
- 強殖裝甲（アプトム）
- Keroro軍曹（ロボピョン）

2006年
- 銀河天使（カネサカ三佐）
- 怪 ayakashi 化貓（小田島）
- Kanon（石橋老師）
- 甜蜜聲優（青森）
- 武裝鍊金（猿渡）
- 爆球Hit! 轟烈彈珠人（真田一兵衛）

2007年
- 魔女獵人（卡洛斯）
- 地獄少女 二籠（伊藤道郎）(第12話)
- 遊戲王GX（麥克）
- 悲慘世界 少女珂賽特（古爾梅爾）
- BAMBOO BLADE（石橋賢三郎）
- 爆丸（獨角巨龍）
- 魔人偵探腦嚙涅羅（真栗利参）

2008年
- 喰靈一零一（岩端晃司）
- 吸血鬼騎士（支葵的大伯父）
- 閃電十一人（火來伸藏、鬼道之父、場内廣播、角馬王將）
- 艾莉森與莉莉亞（村長）
- 南家三姐妹（あーさん）
- 出包王女（飼育員）
- 屍姬（輝琉之父）
- 神奇寶貝鑽石&珍珠（吉憲）
- 武裝機甲（澤渡拓郎）
- 泰坦尼亞（ドールマン）
- 機動戰士GUNDAM 00（情報屋、國連事務總長）
- 機動戰士GUNDAM 00（巴拉克·吉寧）

2009年
- 仰望天空的少女瞳中的世界（伽斯）
- （HIRO）
- 蒼天航路（夏侯淵）
- 遊戲王5D's（十六夜英雄）
- 奇蹟少女KOBATO.（五百阿藏、黑鋼）
- 戰鬥陀螺 鋼鐵奇兵 爆（中東DJ）
- 鋼之鍊金術師 BROTHERHOOD（洛亞）
- 動物偵探奇魯米（豬俁テイゾウ）
- 七龍珠改（拿帕）

2010年
- 學園默示錄（暴漢）

2011年
- 日常（高崎學〈高崎老師〉）
- 最後流亡-銀翼的飛夢-（亞塔摩拉）
- 請認真的和我戀愛！！（板垣龍兵）

2012年
- BRAVE10（片倉小十郎）
- 織田信奈的野望（稻葉一鐵）
- 未来日記（黑崎竜司）
- 刀劍神域（柯巴茲）
- 這樣算是殭屍嗎？OF THE DEAD（烏賊型美迦洛）
- FAIRY TAIL（拉彭特）
- JoJo的奇妙冒險（塔卡斯）

2013年
- 幕末義人傳 浪漫（清兵衛）
- 狗與剪刀必有用（宗像腕力）
- KILL la KILL（蟇郡苛）
- GUNDAM創鬥者（辰造）
- 當不成勇者的我，只好認真找工作了。（艾利克·弗里茲）

2014年
- SONIANI -SUPER SONICO THE ANIMATION-（花枝怪人）
- 屬性同好會（小田原）
- 英雄銀行（金形鐵之助）
- 人生諮詢電視動畫「人生」（旁白）
- 東京ESP（漆葉龍膽）
- 甘城輝煌樂園救世主（扳手）
- 我，要成為雙馬尾（罪惡魔龍）

2015年
- 惡魔高校D×D BorN（巴拉基勒）
- 食戟之靈（漁夫A、漁夫）
- GANGSTA.（加拉哈德·沃夫）
- 青春×機關槍（店長）
- GATE 奇幻自衛隊 在彼方的土地，如斯的戰鬥（龍崎一史）
- 七龍珠超（西萨米）

2016年
- Active Raid－機動強襲室第八課－（霞關博士）
- 大叔與棉花糖（日下幅廣）
- 紅殼的潘朵拉（羅伯特·奧特曼）
- 舞武器·舞亂伎（首相）
- Dimension W －第四次元－（達古拉斯·馬克斯）
- 為美好的世界獻上祝福！（粗魯男、廄務員之聲、路人、冒險者）
- 宇宙巡警露露子（Over Justice本部長）
- 最終騎士（伊貝爾達）
- Re:從零開始的異世界生活（馬克斯／馬克斯·吉爾達庫）
- 在下坂本，有何貴幹？（丸山學長）
- 亞爾斯蘭戰記 風塵亂舞（伊爾特里休）
- D.Gray-man HALLOW（傑利、維達茲·索卡羅）
- TABOO TATTOO－禁忌咒紋－（李奧納多·邦斯）

2017年
- 秋葉原之旅 -THE ANIMATION-（黑田）
- Seiren（徒步旅行社長）
- 為美好的世界獻上祝福！2（粗魯男、冒險者、阿克西斯教徒、長相可怕的男子）
- 我的英雄學院 第2期（奮進人）
- 進擊的巨人 Season 2（露天商）
- 時鐘機關之星（酒室大尉）
- Fate/Apocrypha（紅之Caster）
- 活擊 刀劍亂舞（土方歲三）
- 騎士&魔法（多羅提歐·馬多尼斯）
- 異世界食堂（吉連姆）
- 來自深淵（哈伯）
- 帶著智慧型手機闖蕩異世界。（迦姆卡）
- 咕嚕咕嚕魔法陣（黃金加士傑）
- 地獄少女 宵伽（伊藤道郎）
- 迪亞地平線（被）（最終魔王、旁白、犬、怪獸）
- 奇諾之旅 -the Beautiful World- the Animated Series（將軍）

2018年
- 沒有心跳的少女 BEATLESS（謝斯特·阿卡曼少尉）
- 閃電十一人 戰神的天秤（角馬王將）
- 奴隸區 The Animation（文京善一）
- 銀河英雄傳說 Die Neue These 邂逅（弗利茲·由謝夫·畢典菲爾特）
- 我的英雄學院 第3期（奮進人）
- 極道超女（內藤）
- Banana Fish（羅巴特）
- Radiant（唐·波斯曼）
- SSSS.GRIDMAN（阿格雷希斯・克利烏）

2019年
- 八十龜觀察日記（班主任）
- 鬼滅之刃（父蜘蛛）
- RobiHachi（卡麥卡麥卡大王）
- Fairy Gone（維克托）
- 異世界四重奏（莽漢）
- 賢者之孫（法布羅）
- 魔王陛下RETRY！（莽特·富士）
- 萌獸寵物店（MAO（澳洲食人魔））
- Fate/Grand Order -絕對魔獸戰線巴比倫尼亞-（武藏坊弁慶）
- 巴比倫（寅尾太隈）

2020年
- 我的英雄學院 第4期（奮進人）
- 八十龜觀察日記 第2冊（紅辣椒老師）
- 異獸魔都（丹波）
- 異世界四重奏2（莽漢）
- 社長，戰鬥的時間到了！（加茲瑪塔烏洛斯）
- 更多!怪俠佐羅利
- 超異域公主連結☆Re:Dive（伊卡奇、盜賊1、山賊、抽獎工作人員）
- 天晴爛漫！（惡漢蔡斯）
- 魔王學院的不適任者～史上最強的魔王始祖，轉生就讀子孫們的學校～（蓋伊歐斯·安傑姆）
- 炎炎消防隊 貳之章（暖郎尾瀨）
- 我立於百萬生命之上（遊戲管理員）
- 在地下城尋求邂逅是否搞錯了什麼III（古羅斯）
- 眾神眷顧的男人（沃剛）
- 熊熊勇闖異世界（達蒙）

2021年
- 回復術士的重啟人生（布列特）
- 咒術迴戰（組屋鞣造）
- 只有我能進入的隱藏迷宮（虎丸）
- 八十龜觀察日記 第3冊（紅辣椒老師）
- BACK ARROW（白登昌）
- 我的英雄學院 第5期（奮進人）
- Vivy -Fluorite Eye's Song-（桑名）
- Fairy蘭丸（焰的父親）
- 青梅竹馬絕對不會輸的戀愛喜劇（可知總一郎、旁白）
- 名偵探柯南（小早川綠郎）
- 龍先生、想要買個家。（ナシム）
- 如果究極進化的完全沉浸RPG比現實還更像垃圾遊戲的話（獨眼）
- 現實主義勇者的王國重建記（凱悟斯·阿米多尼亞）
- 境界戰機（傑佛瑞·威爾森）
- 進化果實～不知不覺踏上勝利的人生～（莎莉亞〈進化前〉[2]、加斯魯·庫魯托[3]）
- 異世界食堂2（吉連姆）
- 吸血鬼馬上死（豪雪）
- 因為不是真正的夥伴而被逐出勇者隊伍，流落到邊境展開慢活人生（畢格霍克）
- 數碼寶貝幽靈遊戲（銀角獸）

2022年
- 怪人開發部的黑井津小姐（梅吉斯托斯）
- 食鏽末世錄（豬茂）
- 天才王子的赤字國家重生術（烏爾基歐）
- 超異域公主連結☆Re:Dive Season 2（伊卡奇）
- 勇者、辭職不幹了（愛德華）
- 青之蘆葦（弁禪醍悟）
- 八十龜觀察日記 第4冊（紅辣椒老師）
- RPG不動產（假龍）
- Estab-Life Great Escape（市民）
- 這個僧侶有夠煩（魔像）
- 朋友遊戲（門倉十藏）
- 惑星公主蜥蜴騎士（南雲宗一朗）
- 金裝的維爾梅～瀕臨留級的學生與最強災害掉入魔法世界～（ファランクス）
- 我的英雄學院 第6期（奮進人）
- 人類毛病大學（門田健二）
- 轉生就是劍（多納多隆多[4]）
- BLEACH 千年血戰篇（狛村左陣）
- 聖劍傳說 Legend of Mana -The Teardrop Crystal-（亡魂戰鬼）
- 書蟲公主（羅·海頓邊境伯爵）

2023年
- 闇影詩章F（藤岡ススム）
- 真·進化果實～不知不覺踏上勝利的人生～（莎莉亞〈進化前〉[5]、加斯魯·庫魯托[6]、熊多·魯特拉）
- 眾神眷顧的男人2（沃剛）
- 吸血鬼馬上死2（豪雪）
- 尼爾：自動人形 Ver1.1a（武器店）
- 我與機器子（蟹男、武裝武士、B.B、赤青乳、武裝武士改））
- 魔王學院的不適任者～史上最強的魔王始祖，轉生就讀子孫們的學校～II（蓋伊歐斯·安傑姆）
- 異世界悠閒農家（德萊姆）
- 冰劍的魔術師將要統一世界（沃爾克哈德·歐格倫）
- 最強陰陽師的異世界轉生記（穆德列夫）
- 在地下城尋求邂逅是否搞錯了什麼IV（古羅斯）
- 被解僱的暗黑士兵（30多歲）開始了慢生活的第二人生（基剛托馬奇雅）
- 東京復仇者 聖夜決戰篇（望月莞爾[7]）
- 魔法少女毀滅者（動畫御宅族[8]）
- 地獄樂（民谷巖鐵齋[9]）
- 為美好的世界獻上爆焰！（鐵匠、粗魯男、冒險者）
- 機戰少女Alice Expansion（怪人lice Expans）
- 帶著智慧型手機闖蕩異世界。2（迦姆卡）
- 在異世界獲得超強能力的我，在現實世界照樣無敵～等級提升改變人生命運～（大岩老師）
- 第二次被異世界召喚（大將軍）
- 屍體如山的死亡遊戲（鷹巢次郎太郎）
- 異世界一擊殺姊姊 ～姊姊同伴的異世界生活開始了～（火焰鯊魚）
- BLEACH 千年血戰篇（愛川羅武）
- 英雄教室（亞斯蒙帝斯[10]）
- 公司的小小前輩（社長）
- 名偵探柯南（泉谷勇人）
- 神劍闖江湖－明治劍客浪漫譚－（式尉[11]）
- 烈焰先鋒 救國的橘衣消防員（山上恭介[12]）
- 想當冒險者前往都市的女兒成為S級（契伯格[13]）
- 東京復仇者 天竺篇（望月莞爾）
- 家裡蹲吸血姬的鬱悶（奧迪隆）

2024年
- 勇氣爆發Bang Bravern（庫匹利達斯[14]）
- 非自願的不死冒險者（公會領主）
- 戰國妖狐（道鍊[15]）
- 碰之道（大蛇）
- 最弱魔物使開始了撿垃圾之旅。（羅格里夫）
- 逃走中 THE GREAT MISSION（鮫島）
- 魔法科高中的劣等生 第3期（吉德·黑克）
- 為美好的世界獻上祝福！3（粗魯男[16]、街上的人、貴族、居民、衛兵、警備兵、巨兵）
- 蔚藍檔案 The Animation（凱撒PMC董事）
- 狼與辛香料 MERCHANT MEETS THE WISE WOLF（荷揚げ人）
- 我的英雄學院 第7期（奮進人）
- 身為魔王的我娶了奴隸精靈為妻，該如何表白我的愛？（拉菲爾·休蘭德[17]）
- 魔王軍最強的魔術師是人類（帕斯狄歐）
- 靠廢柴技能【狀態異常】成為最強的我將蹂躪一切（阿修羅）
- 金肉人 完美超人始祖篇（陽光[18]）
- 地下城中的人（雷爾蒙多）
- 異世界悠閒紀行～邊養娃邊當冒險者～（凱薩）
- 魔導具師妲莉亞永不妥協（約翰·塔索）
- 擅長逃跑的殿下（保科彌三郎）
- 凍牌～地下麻將鬥牌錄～（阿松）
- 龍族拼圖（鬼島虎五郎）
- 孤單一人的異世界攻略（公會長[19]）
- 最狂輔助職業【話術士】世界最強戰團聽我號令（師傅）
- 嘆氣的亡靈想隱退（阿諾德·黑爾）
- 星辰墜落之國的妮娜（德古拉）
- 青之壬生浪（京八直純[20]）

2025年
- 全修。（村長、巨人）
- 紅戰士在異世界成了冒險者（牽絆五戰士道具聲音、旁白）
- 魔農傳記 FARMAGIA（柯普斯[21]）
- 我和班上最討厭的女生結婚了。（肌肉店員）
- 不幸職業【鑑定士】其實是最強的（法爾科）
- 異修羅 第2期（不言的烏哈庫[22]）
- 哆啦A夢（靜香的叔叔）
- 聖騎士之戰 奮戰：DUAL RULERS（雷歐＝白牙[23]）
- 我是星際國家的惡德領主！（戈亞茲[24]）
- 鄉下大叔成為劍聖（尼達斯）
- 機動戰士Gundam GQuuuuuuX（馬可·長原[25]）
- 神統記（阿杜拉汗）
- 記憶縫線YOUR FORMA（丹尼爾）
- 推理要在晚餐後（石橋徹）
- WITCH WATCH 魔女守護者（喬治）
- 末日後酒店（強力重拳）
- 瞬間治癒卻被當成廢物踢出隊伍的天才治療師，改當無照治療師快樂過活（戈爾德蘭[26]）
- 正義使者 -我的英雄學院之非法英雄-（奮進人）
- 外星人姆姆（狂歡節）
- 氣絕勇者與暗殺公主（魔王）
- Silent Witch 沉默魔女的祕密（卡爾·博奕德）
- 強者的新傳說（卡薩斯[27]）

2026年
- 地獄樂 第2期（民谷巖鐵齋[28]）
- 東京復仇者 三天戰爭篇（望月莞爾[29]）

### OVA
2006年
- 超級機器人大戰ORIGINAL GENERATION THE ANIMATION（雷傑爾·法因修梅卡）

2007年
- TSUBASA翼 TOKYO REVELATIONS（黑鋼）

2009年
- TSUBASA翼 春雷記（黑鋼）

2010年
- 七龍珠Z外傳 賽亞人滅絕計畫（史拉格）

2014年
- 眷戀你的溫柔（家臣）

2015年
- 噬血狂襲 女武神的王國篇（盧卡斯·立赫班）

2025年
- 為美好的世界獻上祝福！3—BONUS STAGE—（豪真[30]）

### 剧场版動畫/特攝
2002年
- 超人高斯2 THE BLUE PLANET （页面存档备份，存于） (戰鬥聲效)

2003年
- 超人高斯VS超人迪斯 終極之戰 (戰鬥聲效)

2004年
- 蒸汽男孩（傑森）

2015年
- 七龍珠Z 復活的「F」（西萨米）

2017年
- 劇場版 Fate/stay night [Heaven's Feel] I.預示之花（真Assassin）

2018年
- 七龍珠超 布羅利（拿帕）

2019年
- 劇場版 Fate/stay night [Heaven's Feel] II.迷途之蝶（真Assassin）
- 劇場版 為美好的世界獻上祝福！紅傳說（粗魯男[31]）
- 普羅米亞（瓦里斯）
- 我的英雄學院劇場版：英雄新世紀（奮進人）

2020年
- 來自深淵 深沉靈魂的黎明（哈伯）
- 劇場版 Fate/stay night [Heaven's Feel] III.春櫻之歌（真Assassin）
- 劇場版 Fate/Grand Order -神聖圓桌領域卡美洛- 前篇 Wandering; Agateram（咒腕的哈桑）

2021年
- 劇場版 Fate/Grand Order -神聖圓桌領域卡美洛- 後篇 Paladin; Agateram（咒腕的哈桑）
- 蠟筆小新：謎案！天下春日部學院的怪奇事件（番長）
- 我的英雄學院劇場版：世界英雄任務（奮進人）

2022年
- THE FIRST SLAM DUNK（堀田德男）

2023年
- GRIDMAN UNIVERSE（阿格雷希斯·克利烏〈New Order〉[32]）

2025年
- 怪盜皇后的優雅假期（茶魔[33]）
- 機動戰士GUNDAM 鐵血孤兒 獵殺兀爾德 -小小挑戰者的軌跡-（羅姆·贊恩[34]）

### 網路動畫
2001年
- 怪醫黑傑克（ランプ、醫生、考官、警部）

2015年
- Robot Girls Z Plus（主持人、流龍馬）

2016年
- 閃電十一人 Outer Code（球賽主持人、鬼道的父親）
- 寶可夢世代（潮）

2017年
- 怪物彈珠（不動明王）

2018年
- 鐵金剛少女Z（旁白）

2019年
- 愛姫 MEGOHIME（秀吉 HIDEYOSHI）
- 拳願阿修羅（關林淳）

2021年
- 天空侵犯（假面騎士）
- 叫我對大哥（父）
- 超級小偷（羅迪·迪索）

2022年
- 羅馬浴場（蠻族）
- 轟天高校生（鮑·布朗歇）

2023年
- Fate/Grand Order 藤丸立香什麼都不知道（咒腕哈桑）
- YAKITORI：行星軌道敢死隊（John Doe）
- 終末的女武神II（波旬）

2024年
- 餓狼傳：孤狼之道（丹波文七[35]）
- 範馬刃牙 VS 拳願阿修羅（關林淳[36]）
- 高爾夫物語（荒井大地[37]）

### 遊戲
- 異度神劍2（白虎）
- 英雄傳說 軌跡系列（陣·瓦賽克、西格蒙德·奧蘭多）
  - 英雄傳說VI 空之軌跡
  - 英雄傳說 碧之軌跡
  - 英雄傳說 碧之軌跡 Evolution
- 真三國無雙系列、無雙大蛇系列（呂布、黃蓋）
- 西格瑪和聲（ディクソン）
- 星際火狐：突襲（パンサー・カルロッソ）
- 任天堂明星大亂鬥X（パンサー・カルロッソ）
- 惡魔城 曉月圓舞曲（葛拉漢姆·瓊斯、哈瑪）
- 惡魔城 蒼月十字架（哈瑪）
- 戰國BASARA3（立花宗茂）
- 光明之風（ロウエン）「狼燕」
- 幻想水滸傳 黃道之輪（ダイアルフ）
- 悠久之櫻（横井史郎）

2004年
- Fate/stay night（真Assassin）

2015年
- 碧藍幻想（法斯提拔）
- Fate/Grand Order（武藏坊弁慶、威廉·莎士比亞、咒腕的哈桑、尼古拉·特斯拉、查爾斯·巴貝奇）

2017年
- 東京放學後召喚師（日语：東京放課後サモナーズ）  (坦加羅亞[38]）

2018年
- Sdorica 萬象物語（龐）
- Fate/Grand Order（迷你Nobu〔Assassin〕）

2021年
- 薑餅人王國（肌肉餅乾）

2024年
- 暗喻幻想：ReFantazio（亞爾維德·葛萊亞斯）

2025年
- 空之軌跡 the 1st（陣·瓦賽克[39]）

## 外部連結
- 青二Production公式官網的聲優簡介 （页面存档备份，存于） （日語）
- 特搜戰隊刑事連者 專訪第3回 （日語）
- 稻田徹的X（前Twitter） （日語）

| 前任： 阿部薰 （爆龍戰隊暴連者） | 日本超級戰隊系列黑色戰士演員（聲演） 特搜戰隊刑事連者 2004年2月15日－2005年2月6日 | 繼任： 齋藤康嘉 （轟轟戰隊冒險者） |